# Пальмовые долгоносики
Пальмовые долгоносики (лат. Rhynchophorus) — род жесткокрылых из подсемейства Dryophthorinae семейства долгоносиков. Ряд исследователей выделяют Dryophthorinae в статус самостоятельного семейства.

## Описание
Жуки с длиной тела 20—50 мм. Тело жуков продолговатое, несколько уплощённое сверху, красно-бурой, коричневой или чёрной окраски. Половой диморфизм развит слабо, у самцов на верхней стороне головотрубки продольное поле с рыжими волосками. Головотрубка обычно короткая или длинная, прямая или слабо изогнутая, расширенная в месте прикрепления усиков. Ротовые органы представителей всего подсемейства — с сильно редуцированным прементумом и помещены глубоко (видны лишь вершины мандибул). Усики коленчатые, жгутик 4—6-и члениковый. Лапки 5-ичлениковые, но 4-й членик очень маленький. Коготки свободные, без зубцов.

## Ареал
Изначальный ареал — тропические регионы Юго-Восточной Азии (Вьетнам, Новая Гвинея, Индонезия, Камбоджа и другие), острова Полинезии, для вида Rhynchophorus phoenicis — тропическая и экваториальная Африка: от Сенегала до Эфиопии и ЮАР.
В 1980—1990-х годах некоторые азиатские виды благодаря человеку распространились на Ближнем Востоке, затем в северной Африке (Марокко, Алжир). Rhynchophorus ferrugineus был завезен в Испанию и Италию и многих других стран Европы, а в 2009—2010 годах — Кюрасао, в 2014 году — в Россию в Сочи. В 2010 году инвазия Rhynchophorus vulneratus отмечена в США.

## Биология
Жуки питаются живыми тканями растений. Личинки развиваются в древесине преимущественно усыхающих, гниющих деревьев. Цикл развития длится 3—4 месяца.

## Экономическое значение
Личинки многих пальмовых долгоносиков вредят различным видам пальм, сахарному тростнику, бананам.
Ряд видов являются опасными карантинными вредителями.
Крупные мясистые личинки пальмовых долгоносиков употребляются в пищу местным населением Африки и Юго-Восточной Азии.

## Виды
Список известных видов в составе рода:

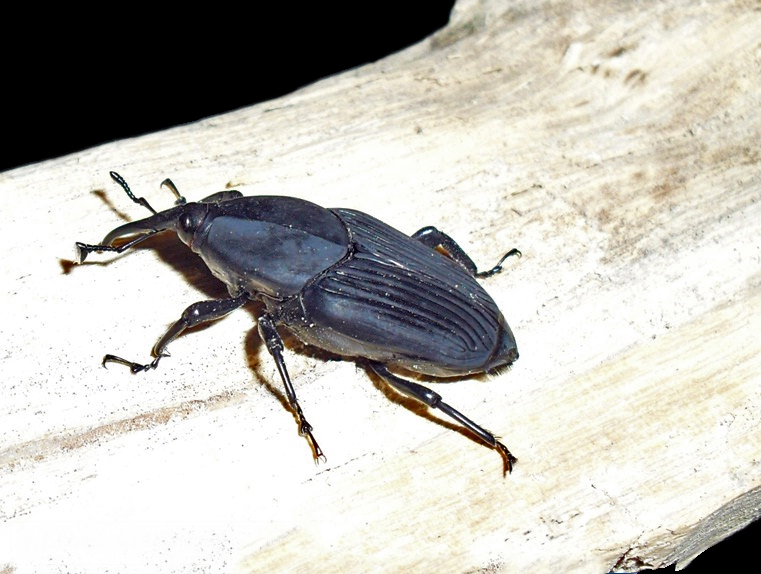
Rhynchophorus palmarum

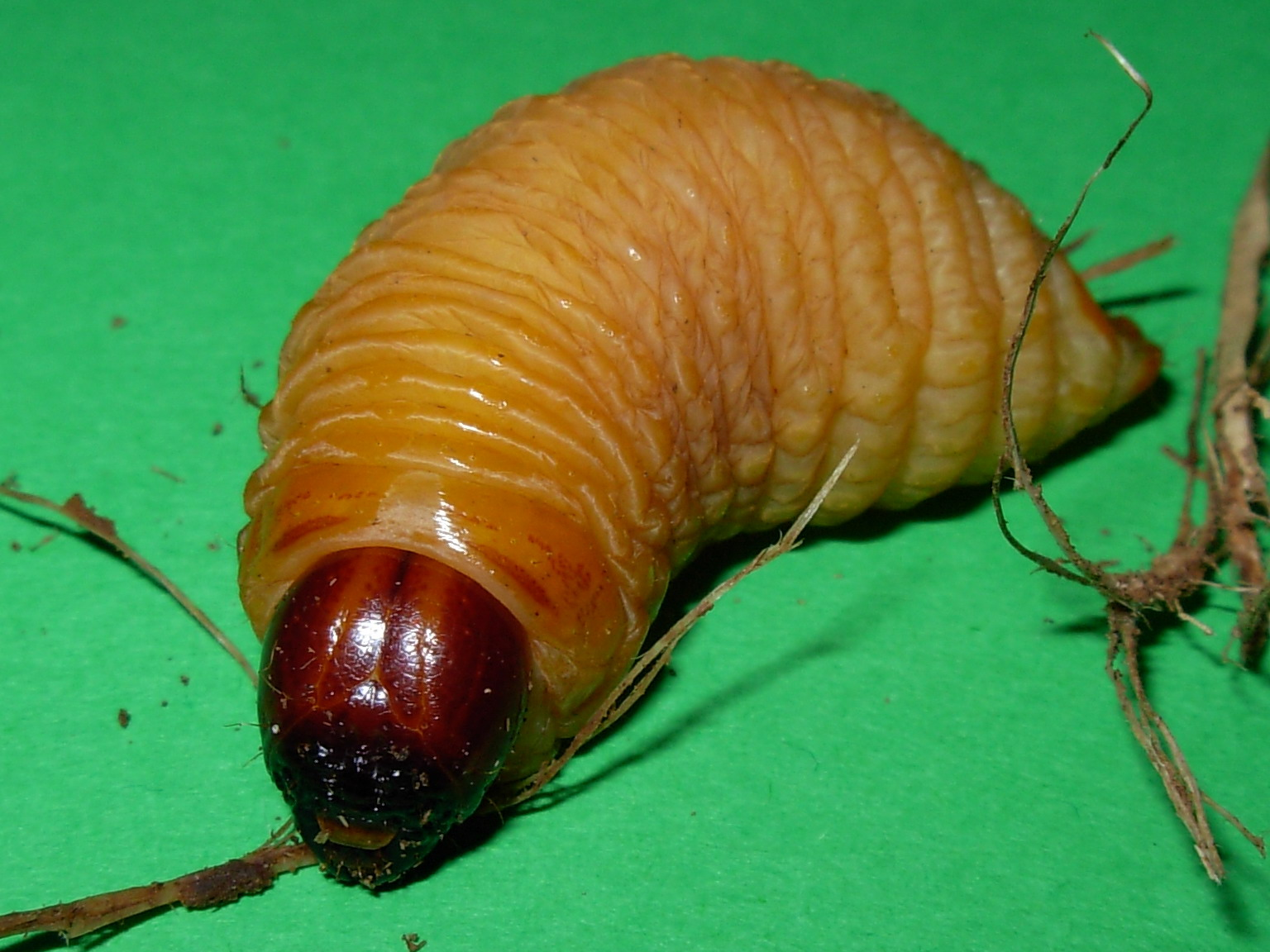
Личинка Rhynchophorus ferrugineus

- Rhynchophorus abbreviata
- Rhynchophorus abbreviatus
- Rhynchophorus analis
- Rhynchophorus apicalis
- Rhynchophorus asperulus
- Rhynchophorus barbirostris
- Rhynchophorus bicolor
- Rhynchophorus bilineatus
- Rhynchophorus bituberculatus
- Rhynchophorus borassi
- Rhynchophorus cafer
- Rhynchophorus caffer
- Rhynchophorus carbonarius
- Rhynchophorus carinatus
- Rhynchophorus carmelita
- Rhynchophorus cicatricosa
- Rhynchophorus cicatricosus
- Rhynchophorus cinctus
- Rhynchophorus cinereus
- Rhynchophorus colossus
- Rhynchophorus cribrarius
- Rhynchophorus cruentatus
- Rhynchophorus crustatus
- Rhynchophorus cycadis
- Rhynchophorus depressus
- Rhynchophorus dimidiatus
- Rhynchophorus elegans
- Rhynchophorus erythropterus
- Rhynchophorus fasciatus
- Rhynchophorus ferrugineus
- Rhynchophorus frumenti
- Rhynchophorus funebre
- Rhynchophorus funebris
- Rhynchophorus gagates
- Rhynchophorus gages
- Rhynchophorus germari
- Rhynchophorus gigas
- Rhynchophorus glabrirostris
- Rhynchophorus granarius
- Rhynchophorus haemorrhoidalis
- Rhynchophorus hemipterus
- Rhynchophorus immunis
- Rhynchophorus inaequalis
- Rhynchophorus indostanus
- Rhynchophorus interstitialis
- Rhynchophorus introducens
- Rhynchophorus kaupi
- Rhynchophorus lanuginosus
- Rhynchophorus limbatus
- Rhynchophorus linearis
- Rhynchophorus lobatus
- Rhynchophorus longipes
- Rhynchophorus montrouzieri
- Rhynchophorus niger
- Rhynchophorus nitidipennis
- Rhynchophorus nitidulus
- Rhynchophorus noxius
- Rhynchophorus oryzae
- Rhynchophorus palmarum
- Rhynchophorus papuanus
- Rhynchophorus pascha
- Rhynchophorus patinarum
- Rhynchophorus pertinax
- Rhynchophorus phoenicis
- Rhynchophorus picea
- Rhynchophorus piceus
- Rhynchophorus placidus
- Rhynchophorus politus
- Rhynchophorus praepotens
- Rhynchophorus quadrangulus
- Rhynchophorus quadripunctatus
- Rhynchophorus quadripustulata
- Rhynchophorus quadripustulatus
- Rhynchophorus reaumuri
- Rhynchophorus rectus
- Rhynchophorus rex
- Rhynchophorus rubellus
- Rhynchophorus ruber
- Rhynchophorus rubiginea
- Rhynchophorus rubigineus
- Rhynchophorus rubrocinctus
- Rhynchophorus sanguarius
- Rhynchophorus sanguinolentus
- Rhynchophorus schach
- Rhynchophorus seminiger
- Rhynchophorus serrirostris
- Rhynchophorus sexmaculatus
- Rhynchophorus signaticollis
- Rhynchophorus sordidus
- Rhynchophorus striatus
- Rhynchophorus tenuirostris
- Rhynchophorus tredecimpunctatus
- Rhynchophorus truncatus
- Rhynchophorus variegatus
- Rhynchophorus velutinus
- Rhynchophorus venatus
- Rhynchophorus vulneratus
- Rhynchophorus zimmermanni